# Liste der Abgeordneten zum Galizischen Landtag (VII. Wahlperiode)
Diese Liste der Abgeordneten zum Galizischen Landtag (VII. Wahlperiode) listet alle Abgeordneten zum Galizischen Landtag des Kronlandes Galizien und Lodomerien in der VII. Wahlperiode auf. Die Wahlperiode reichte von 1895 bis 1901.

## Landtagsabgeordnete
Die Tabelle enthält im Einzelnen folgende Informationen:
| Name:        | Name des Abgeordneten |
| Wahlklasse:  | Die dem Klassenwahlrecht entsprechende Wahlklasse bzw. Kurie: I. Wahlklasse = Virilstimme (Bischöfe und Rektoren); II: Adelige des Großen Grundbesitzes; III: Handels- und Gewerbekammer; IV: Zensuswahlklasse unterteilt nach Städten/Orten bzw. Landgemeinden; |
| Region:      | Die im Wahlbezirk enthaltenen Städte bzw. Gerichtsbezirke (Landgemeindewahlbezirke) |
| Anmerkungen: | Veränderungen während der Periode durch Tod, Mandatsverzicht oder spätere Angelobung |

| Abraham Władysław               | Virilstimme                         | Rektor der Universität Lemberg                 | im Jahr 1899 |
| Abrahamowicz Dawid              | Großgrundbesitz                     | 16. Wahlkreis Lemberg                          | |
| Badeni Kazimierz                | Großgrundbesitz                     | 1. Wahlkreis Krakau                            | |
| Badeni Stanisław                | Landgemeinden                       | 43. Wahlkreis Kamionka Strumiłowa              | |
| Balzer Oswald                   | Virilstimme                         | Rektor der Universität Lemberg                 | im Jahr 1895 |
| Barwiński Aleksander            | Landgemeinden                       | 42. Wahlkreis Brody                            | |
| Bednarski Jan                   | Landgemeinden                       | 64. Wahlkreis Nowy Targ                        | |
| Bemadzikowski Szymon            | Landgemeinden                       | 52. Wahlkreis Brzesko                          | |
| Bernadzikowski Stanisław        | Großgrundbesitz                     | 10. Wahlkreis Żółkiew                          | am 11. November 1897 als Nachfolger von Zdzisław Obertyński gewählt |
| Bielański Kazimierz             | Landgemeinden                       | 23. Wahlkreis Stary Sambor                     | |
| Bilczewski Józef                | Virilstimme                         | römisch-katholischer Erzbischof von Lemberg    | Nachfolger von Seweryn Morawski |
| Biłecki Andrij                  | Virilstimme                         | griechisch-katholischer Erzbischof von Lemberg | nach dem Tod von Sylwester Sembratowicz rückte er als Diözesanverwalter nach |
| Biliński Leon                   | Städte                              | 4. Wahlkreis Stanisławów                       | |
| Binder Wilhelm                  | Städte                              | 9. Wahlkreis Biała                             | am 28. Jänner 1898 als Nachfolger Jan Rosner gewählt |
| Bobrzyński Michał               | Großgrundbesitz                     | 1. Wahlkreis Krakau                            | |
| Bojko Jakub                     | Landgemeinden                       | 67. Wahlkreis Dąbrowa                          | |
| Borkowski Mieczysław            | Landgemeinden                       | 8. Wahlkreis Borszczów                         | |
| Bronicki Adolf                  | Landgemeinden                       | 2. Wahlkreis Gródek                            | |
| Brykczyński Stanisław           | Großgrundbesitz                     | 14. Wahlkreis Stanisławów                      | |
| Cielecki-Zaremba Artur          | Landgemeinden                       | 30. Wahlkreis Buczacz                          | |
| Cieński Leszek                  | Großgrundbesitz                     | 15. Wahlkreis Kolomyia                         | am 30. Juli 1897 als Nachfolger von Stanisław Dzieduszyck gewählt |
| Czarkowski-Golejewski Tadeusz   | Landgemeinden                       | 64. Wahlkreis Nowy Targ                        | wurde am 20. Dezember 1898 als Nachfolger von Tadeusz Czarkowski-Golejewski gewählt |
| Czartoryski Jerzy               | Landgemeinden                       | 16. Wahlkreis Jaroslaw                         | |
| Czaykowski Władysław Wiktor     | Großgrundbesitz                     | 5. Wahlkreis Czortków                          | |
| Czaykowski Władysław            | Großgrundbesitz                     | 3. Wahlkreis Przemyśl                          | als Nachfolger von Zygmunt Dembowski gewählt |
| Czechowicz Konstanty            | Virilstimme                         | griechisch-katholischer Bischof von Przemyśl   | als Nachfolger von Julian Pełesz |
| Czecz de Lindenwald Karol       | Landgemeinden                       | 53. Wahlkreis Wieliczka                        | |
| d'Abancourt Karol               | Landgemeinden                       | 36. Wahlkreis Żurawno                          | schied vorzeitig aus |
| Dąmbski Stanisław               | Großgrundbesitz                     | 12. Wahlkreis Rzeszów                          | wurde bei den Nachwahlen am 7. Februar 1899 gewählt |
| Data Jan                        | Landgemeinden                       | 54. Wahlkreis Jasło                            | |
| Dembowski Zygmunt               | Großgrundbesitz                     | 3. Wahlkreis Przemyśl                          | starb kurz nach der Wahl |
| Dunajewski Julian               | Städte                              | 10. Wahlkreis Nowy Sącz                        | |
| Dworski Aleksander              | Städte                              | 3. Wahlkreis Przemysl                          | |
| Dzieduszyck Stanisław           | Großgrundbesitz                     | 15. Wahlkreis Kolomyia                         | schied 1897 aus |
| Dzieduszycki Karol              | Landgemeinden                       | 33. Wahlkreis Stryj                            | |
| Dzieduszycki Klemens            | Großgrundbesitz                     | 13. Wahlkreis Stryj                            | |
| Dzieduszycki Włodzimierz        | Großgrundbesitz                     | 14. Wahlkreis Stanisławów                      | |
| Faciewicz Bazyli                | Virilstimme                         | griechisch-katholischer Bischof von Stanislau  | folgte 1901 als Diözesanverwalter Andrzej Aleksander Szeptycki nach |
| Fruchtmann Filip                | Städte                              | 14. Wahlkreis Stryj                            | |
| Gniewosz Stanisław              | Großgrundbesitz                     | 8. Wahlkreis Sanok                             | |
| Gnoiński Wincenty               | Großgrundbesitz                     | 4. Wahlkreis Złoczów                           | |
| Goldmann Bernard                | Städte                              | 1. Wahlkreis Lemberg                           | starb 1901 |
| Gołuchowski Adam                | Landgemeinden                       | 10. Wahlkreis Husiatyn                         | |
| Gorayski August                 | Landgemeinden                       | 56. Wahlkreis Krosno                           | |
| Górka Władysław                 | Landgemeinden                       | 48. Wahlkreis Rawa                             | |
| Górski Piotr                    | Großgrundbesitz                     | 1. Wahlkreis Krakau                            | |
| Hamorak Cyryl                   | Landgemeinden                       | 14. Wahlkreis Śniatyn                          | |
| Horodyski Franciszek            | Großgrundbesitz                     | 5. Wahlkreis Czortków                          | starb nach der ersten Sitzung im Jahr 1896 |
| Horodyski Kazimierz             | Großgrundbesitz                     | 5. Wahlkreis Czortków                          | wurde am 30. Oktober 1896 als Nachfolger von Franciszek Horodyski gewählt |
| Hoszard Franciszek              | Landgemeinden                       | 51. Wahlkreis Bochnia                          | |
| Hupka Jan                       | Großgrundbesitz                     | 6. Wahlkreis Tarnów                            | wurde am 30. November 1898 als Nachfolger von Franciszek Mycielski gewählt |
| Isakowicz Izaak                 | Virilstimme                         | armenisch-katholischer Erzbischof von Lemberg  | starb 1901 Izaak Isakowicz als Diözesanverwalter nach |
| Jabłoński Stanisław             | Städte                              | 12. Wahlkreis Rzeszów                          | am 31. August 1897 als Nachfolger von Jan Pogonowski gewählt |
| Jahl Władysław                  | Städte                              | 7. Wahlkreis Jaroslaw                          | |
| Jakliński Leon                  | Landgemeinden                       | 22. Wahlkreis Rudki                            | |
| Jakubowski Leon                 | Virilstimme                         | Jagiellonen-Universität                        | im Jahr 1900/01 |
| Jaworski Apolinary              | Landgemeinden                       | 41. Wahlkreis Złoczów                          | |
| Jaworski Zygmunt                | Städte                              | 18. Wahlkreis Gorlice, Jasio                   | der Abgeordnete des 1900 geschaffenen Wahlkreises erschien erstmals in der 6. Sitzung 1900/01.                                                                                            |
| Jaxa-Oiamiec Antoni             | Landgemeinden                       | 7. Wahlkreis Zaleszczyki                       | |
| Jędrzejewicz Edward             | Großgrundbesitz                     | 12. Wahlkreis Rzeszów                          | schied vorzeitig aus |
| Jędrzejowicz Adam               | Landgemeinden                       | 57. Wahlkreis Rzeszów                          | |
| Jędrzejowicz Franciszek         | Landgemeinden                       | 48. Wahlkreis Rawa                             | wurde am 8. November 1899 als Nachfolger von Franciszek Jędrzejowicz gewählt. |
| Jędrzejowicz Stanisław          | Landgemeinden                       | 58. Wahlkreis Kolbuszowa                       | |
| Jordan Henryk                   | Städte                              | 1. Wahlkreis Lemberg                           | |
| Jugendfein Jan Kanty            | Städte                              | 19. Wahlkreis Sanok, Krosno                    | der Abgeordnete des 1900 geschaffenen Wahlkreises erschien erstmals in der 6. Sitzung 1900/01.                                                                                            |
| Kady Henryk                     | Virilstimme                         | Rektor der Universität Lemberg                 | im Jahr 1898 |
| Karatnicki Modest               | Landgemeinden                       | 35. Wahlkreis Kałusz                           | |
| Kleczyńsk Józef                 | Virilstimme                         | Jagiellonen-Universität                        | im Jahr 1898 |
| Klemensiewicz Edmund            | Landgemeinden                       | 63. Wahlkreis Stary Sącz, Krynica              | Mandatsverzicht im Jahr 1898 |
| Knapiński Władysław             | Virilstimme                         | Jagiellonen-Universität                        | im Jahr 1897 |
| Komarnicki Józef                | Virilstimme                         | Rektor der Universität Lemberg                 | im Jahr 1896 |
| Korytowski Julian               | Landgemeinden                       | 37. Wahlkreis Tarnopol                         | |
| Kostheim Klemens                | Landgemeinden                       | 60. Wahlkreis Nisko                            | |
| Koziebrodzki Szczęsny           | Landgemeinden                       | 38. Wahlkreis Skałat                           | schied vorzeitig aus |
| Kozlowski Włodzimierz           | Großgrundbesitz                     | 3. Wahlkreis Przemyśl                          | |
| Kraiński Wincenty               | Großgrundbesitz                     | 10. Wahlkreis Żółkiew                          | |
| Kraiński Władysław              | Großgrundbesitz                     | 3. Wahlkreis Przemyśl                          | als Nachfolger von Stefan Zamoyski gewählt |
| Kramarczyk Franciszek           | Landgemeinden                       | 72. Wahlkreis Biala                            | |
| Krasicki Ignacy                 | Landgemeinden                       | 25. Wahlkreis Lisko                            | wurde am 8. November 1899 als Nachfolger von Paweł Tyszkowski gewählt |
| Krempa Franciszek               | Landgemeinden                       | 70. Wahlkreis Miele                            | |
| Kreutz Szczęsny                 | Virilstimme                         | Jagiellonen-Universität                        | im Jahr 1896 |
| Kruczkiewicz Bronisław          | Virilstimme                         | Rektor der Universität Lemberg                 | im Jahr 1900/01 |
| Krzysztofowicz Mikołaj          | Großgrundbesitz                     | 15. Wahlkreis Kolomyia                         | |
| Kuiłowski Julian                | Virilstimme                         | griechisch-katholischer Bischof von Stanislau  | starb 1900 |
| Kulczycki Michał                | Landgemeinden                       | 29. Wahlkreis Bohorodczany                     | |
| Łobos Ignacy                    | Virilstimme                         | römisch-katholischer Bischof von Tarnów        | starb 1900 |
| Loewenstein Natan               | Handels- und Gewerbekammer / Städte | Brody                                          | |
| Lubomirski Andrzej              | Großgrundbesitz                     | 10. Wahlkreis Żółkiew                          | am 30. November 1898 als Nachfolger von Stanisław Polanowski gewählt |
| Madeyski Stanisław              | Großgrundbesitz                     | 1. Wahlkreis Krakau                            | |
| Maiss Ferdynand                 | Städte                              | 17. Wahlkreis Bochnia, Wadowice                | der Abgeordnete des 1900 geschaffenen Wahlkreises erschien erstmals in der 6. Sitzung 1900/01.                                                                                            |
| Małachowski Godzimir            | Städte                              | 1. Wahlkreis Lemberg                           | wurde nach der Erweiterung des Landtags am 30. Oktober 1896 gewählt |
| Mandyczowski Kornel             | Landgemeinden                       | 31. Wahlkreis Nadwórna                         | |
| Marchwicki Zdzisław             | Handels- und Gewerbekammer          | Lemberg                                        | |
| Maryewski Franciszek            | Städte                              | 16. Wahlkreis Podgórze, Wieliczka              | der Abgeordnete des 1900 geschaffenen Wahlkreises erschien erstmals in der 6. Sitzung 1900/01.                                                                                            |
| Męciński Józef                  | Großgrundbesitz                     | 6. Wahlkreis Tarnów                            | |
| Merunowicz Teofil               | Landgemeinden                       | 1. Wahlkreis Lemberg                           | |
| Michałowski Emil                | Städte                              | 5. Wahlkreis Tarnopol                          | wurde am 21. November 1899 als Nachfolger von Edward Rittner gewählt |
| Michałowski Józef               | Landgemeinden                       | 69. Wahlkreis Ropczyce                         | |
| Milan Grzegorz                  | Landgemeinden                       | 24. Wahlkreis Sanok                            | wurde am 30. Oktober 1899 als Nachfolger von Jan Duklan Słonecki gewählt |
| Morawski Seweryn                | Virilstimme                         | römisch-katholischer Erzbischof von Lemberg    | starb 1900 |
| Moszoro Jakub                   | Virilstimme                         | armenisch-katholischer Erzbischof von Lemberg  | rückte nach dem Tod von |
| Mycielski Franciszek            | Großgrundbesitz                     | 6. Wahlkreis Tarnów                            | Mandatsverzicht im Jahr 1898 |
| Niebyłowiec Bazyli              | Landgemeinden                       | 34. Wahlkreis Dolina                           | |
| Niementowski Stefan             | Virilstimme                         | Polska Akademia Umiejętności                   | ab der 6. Sitzung im Jahr 1901 |
| Niezabitowski Stanisław         | Großgrundbesitz                     | 9. Wahlkreis Sambor                            | |
| Niezabitowski Witold            | Landgemeinden                       | 4. Wahlkreis Bobrka                            | |
| Nowakowski Stefan               | Landgemeinden                       | 15. Wahlkreis Przemyśl                         | |
| Obertyński Zdzisław             | Großgrundbesitz                     | 10. Wahlkreis Żółkiew                          | Mandatsverzicht etwa 1897 |
| Ochrymowicz Ksenofont           | Landgemeinden                       | 21. Wahlkreis Drohobycz                        | |
| Okuniewski Teofil               | Landgemeinden                       | 11. Wahlkreis Kolomyja                         | |
| Oleśnicki Eugeniusz             | Landgemeinden                       | 36. Wahlkreis Żurawno                          | folgte 1901 Karol d'Abancourt nach |
| Olpińslti Julian                | Landgemeinden                       | 40. Wahlkreis Trembowla                        | |
| Onyszkiewicz Mieczysław         | Großgrundbesitz                     | 2. Wahlkreis Brzeziny                          | |
| Ostapczuk Dmytro                | Landgemeinden                       | 39. Wahlkreis Zbaraż                           | |
| Osuchowski Bronisław            | Landgemeinden                       | 20. Wahlkreis Turka                            | |
| Paszkowski Franciszek           | Großgrundbesitz                     | 1. Wahlkreis Krakau                            | |
| Pelczar Józef Sebastian         | Virilstimme                         | römisch-katholischer Bischof von Krakau        | ab 1900 als Nachfolger von Łukasz Solecki |
| Pełesz Julian                   | Virilstimme                         | griechisch-katholischer Bischof von Przemyśl   | starb 1896 |
| Piętak Leonard                  | Städte                              | 1. Wahlkreis Lemberg                           | wurde 1900 als Nachfolger von Franciszek Smolka gewählt |
| Piłat Tadeusz                   | Großgrundbesitz                     | 11. Wahlkreis Sadec                            | |
| Piniński Leon                   | Großgrundbesitz                     | 7. Wahlkreis Ternopil                          | |
| Piniński Mieczysław             | Landgemeinden                       | 38. Wahlkreis Skałat                           | 1901 als Nachfolger von Szczęsny Koziebrodzki gewählt |
| Pogonowski Jan                  | Städte                              | 12. Wahlkreis Rzeszów                          | Mandatsverzicht im Jahr 1897 |
| Pohorecki Feliks                | Städte                              | 5. Wahlkreis Tarnopol                          | starb 1886 |
| Polanowski Stanisław            | Großgrundbesitz                     | 10. Wahlkreis Żółkiew                          | starb 1898 |
| Potocki Andrzej                 | Landgemeinden                       | 50. Wahlkreis Chrzanów                         | starb 1899 |
| Potocki Roman                   | Landgemeinden                       | 44. Wahlkreis Przemyslany                      | |
| Potoczek Stanisław              | Landgemeinden                       | 62. Wahlkreis Nowy Sącz, Grybów, Ciężkowice    | |
| Puzyna Jan Kozielska            | Virilstimme                         | römisch-katholischer Bischof von Krakau        | |
| Puzyna Julian                   | Landgemeinden                       | 47. Wahlkreis Cieszanów                        | starb 1899 |
| Rappaport Arnold                | Handels- und Gewerbekammer          | Krakau                                         | |
| Rayski Abin                     | Großgrundbesitz                     | 9. Wahlkreis Sambor                            | |
| Rehman Antoni                   | Virilstimme                         | Rektor der Universität Lemberg                 | im Jahr 1897 |
| Rey Mieczysław                  | Großgrundbesitz                     | 6. Wahlkreis Tarnów                            | Mandatsverzicht im Jahr 1899 |
| Rittner Edward                  | Städte                              | 5. Wahlkreis Tarnopol                          | wurde am 1. Juni 1896 als Nachfolger von Feliks Pohorecki gewählt, starb 1899 |
| Romanowicz Tadeusz              | Städte                              | 1. Wahlkreis Lemberg                           | |
| Romer Gustaw                    | Großgrundbesitz                     | 11. Wahlkreis Sadec                            | trat 1897 zurück und wurde wiedergewählt |
| Rosner Jan                      | Städte                              | 9. Wahlkreis Biała                             | Mandatsverzicht im Jahr 1897 |
| Rotter Jan                      | Städte                              | 2. Wahlkreis Krakau                            | |
| Rozwadowski Franciszek          | Großgrundbesitz                     | 13. Wahlkreis Stryj                            | |
| Rudrof Stanisław                | Landgemeinden                       | 9. Wahlkreis Czortków                          | |
| Sala Oktaw                      | Städte                              | 6. Wahlkreis Brody                             | |
| Sanguszko Eustachy              | Landgemeinden                       | 66. Wahlkreis Tamów                            | |
| Sawczak Damian                  | Landgemeinden                       | 6. Wahlkreis Podhajce                          | |
| Schatzel Stanisław              | Städte                              | 20. Wahlkreis Brzeżany, Złoczów                | der Abgeordnete des 1900 geschaffenen Wahlkreises erschien erstmals in der 6. Sitzung 1900/01.                                                                                            |
| Schnell Oskar                   | Großgrundbesitz                     | 4. Wahlkreis Złoczów                           | |
| Scipio del Campo Karol          | Großgrundbesitz                     | 12. Wahlkreis Rzeszów                          | |
| Sękowski Stefan                 | Großgrundbesitz                     | 6. Wahlkreis Tarnów                            | am 22. Dezember 1899 als Nachfolger von Mieczysław Rey gewählt |
| Sembratowicz Sylwester          | Virilstimme                         | griechisch-katholischer Erzbischof von Lemberg | wurde am 28. Dezember 1897 zum stellvertretenden Marschall ernannt, starb 1898 |
| Siernigiowski Włodzimierz       | Großgrundbesitz                     | 5. Wahlkreis Czortków                          | |
| Skalkowski Tadeusz              | Großgrundbesitz                     | 9. Wahlkreis Sambor                            | |
| Skrzyński Adam                  | Landgemeinden                       | 55. Wahlkreis Gorlice                          | |
| Skrzyński Zdzisław              | Landgemeinden                       | 27. Wahlkreis Dubiecko                         | |
| Słonecki Jan Duklan             | Landgemeinden                       | 24. Wahlkreis Sanok                            | starb 1899 |
| Słotwiński Ludwik               | Städte                              | 13. Wahlkreis Sambor                           | |
| Smolka Franciszek               | Städte                              | 1. Wahlkreis Lemberg                           | starb am 4. Dezember 1899 |
| Smolka Stanisław                | Virilstimme                         | Jagiellonen-Universität                        | im Jahr 1895 |
| Solecki Łukasz                  | Virilstimme                         | römisch-katholischer Bischof von Przemyśl      | starb 1900 |
| Soleski Józef                   | Städte                              | 1. Wahlkreis Lemberg                           | wurde nach der Erweiterung des Landtags am 30. Oktober 1896, starb 1901 |
| Sozański Feliks                 | Landgemeinden                       | 19. Wahlkreis Sambor                           | |
| Sredniawski Andrzej             | Landgemeinden                       | 73. Wahlkreis Myślenice                        | |
| Stadnicki Stanisław             | Landgemeinden                       | 18. Wahlkreis Mościska                         | |
| Starzyński Tadeusz              | Landgemeinden                       | 45. Wahlkreis Żółkiew                          | |
| Stecki Alfred                   | Großgrundbesitz                     | 4. Wahlkreis Złoczów                           | |
| Styla Antoni                    | Landgemeinden                       | 71. Wahlkreis Wadowice                         | |
| Szczepanowski Stanisław         | Städte                              | 15. Wahlkreis Kołomyja                         | Mandatsverzicht im Jahr 1899 |
| Szeliski Henryk                 | Landgemeinden                       | 3. Wahlkreis Brzeżany                          | |
| Szeptycki Andrzej Aleksander    | Virilstimme                         | griechisch-katholischer Bischof von Stanislau  | folgte Julian Kuiłowski nach, bis 1901 |
| Szeptycki Jan                   | Landgemeinden                       | 17. Wahlkreis Jaworów                          | |
| Szwed Wojciech                  | Landgemeinden                       | 74. Wahlkreis Żywiec                           | |
| Tarasiewicz Mikołaj             | Landgemeinden                       | 5. Wahlkreis Rohatyn                           | |
| Tarnowski Stanisław             | Großgrundbesitz/Virilstimme         | 1. Wahlkreis Krakau                            | Im Wahlkreis der Großgrundbesitzes Krakau gewählt. Im Jahr 1899 auch Virilstimme der Jagiellonen-Universität, ab der 6. Sitzung im Jahr 1901 Virilstimme der Technischen Akademie Lemberg |
| Tarnowski Zdzisław              | Landgemeinden                       | 61. Wahlkreis Tyczyn, Strzyiów                 | |
| Teodorowicz Antoni              | Landgemeinden                       | 12. Wahlkreis Horodenka                        | |
| Torosiewicz Emil                | Großgrundbesitz                     | 2. Wahlkreis Brzeziny                          | starb 1901 |
| Trzecieski Jan                  | Großgrundbesitz                     | 8. Wahlkreis Sanok                             | |
| Tyszkowski Paweł                | Landgemeinden                       | 26. Wahlkreis Dobromil                         | |
| Urbański Jan                    | Großgrundbesitz                     | 8. Wahlkreis Sanok                             | |
| Vayhinger Adolf                 | Städte                              | 11. Wahlkreis Tarnów                           | |
| Vivien de Chateaubrun Jan       | Großgrundbesitz                     | 7. Wahlkreis Ternopil                          | |
| Wachnianin Anatol               | Landgemeinden                       | 46. Wahlkreis Sokal                            | |
| Walczyński Stanisław            | Virilstimme                         | römisch-katholischer Bischof von Tarnów        | als Nachfolger nach dem Tod von Ignacy Łobos bis 1901 |
| Wałęga Leon                     | Virilstimme                         | römisch-katholischer Bischof von Tarnów        | ab 1901 |
| Warzecha Mateusz                | Landgemeinden                       | 68. Wahlkreis Pilzno                           | |
| Weigel Ferdynand                | Städte                              | 2. Wahlkreis Krakau                            | |
| Wereszczyński Józef             | Großgrundbesitz                     | 2. Wahlkreis Brzeziny                          | |
| Wiktor Józef                    | Landgemeinden                       | 25. Wahlkreis Lisko                            | starb 1899 |
| Winniczuk Lazarz                | Landgemeinden                       | 28. Wahlkreis Stanisławów                      | |
| Wisńiewski Leonard              | Städte                              | 8. Wahlkreis Drohobycz                         | |
| Witosławski Kazimierz Bronisław | Städte                              | 15. Wahlkreis Kołomyja                         | am 27. November 1899 als Nachfolger von Stanisław |
| Wodzicki Antoni                 | Landgemeinden                       | 65. Wahlkreis Limanowa, Skrzydlna              | |
| Wójcik Franciszek               | Landgemeinden                       | 49. Wahlkreis Kraków                           | |
| Zagórski Eustachy               | Großgrundbesitz                     | 7. Wahlkreis Ternopil                          | |
| Zajączkowski Tytus              | Landgemeinden                       | 32. Wahlkreis Tłumacz                          | |
| Zaleski Filip                   | Landgemeinden                       | 13. Wahlkreis Kosów                            | |
| Zamoyski Stefan                 | Großgrundbesitz                     | 3. Wahlkreis Przemyśl                          | starb 1899 |
| Żardecki Bolesław               | Landgemeinden                       | 59. Wahlkreis Łańcut                           | |
| Zoll Fryderyk                   | Städte                              | 2. Wahlkreis Krakau                            | wurde nach der Erweiterung des Landtags am 30. Oktober 1896 gewählt |